# Goalball na Letnich Igrzyskach Paraolimpijskich 2000
Goalball był jedną z dziewiętnastu dyscyplin rozgrywanych podczas Letnich Igrzyskach Paraolimpijskich 2000 w Sydney. Do paraolimpijskich zawodów w goalballu zakwalifikowało się 12 drużyn – w turnieju mężczyzn, i 8 – w turnieju kobiet.

## Medaliści
| Konkurencja                  | Złoto | Srebro | Brąz |
| Turniej mężczyzn (szczegóły) | Dania · Martin Enggaard Pedersen · Søren Jensen · Henri Nooyen · Ferudun Kahraman · Thomas Wetche · Peter Weichel | Litwa · Marius Zibolis · Genrik Pavliukianec · Egidijus Biknevicius · Arvydas Juchna · Algirdas Montvydas                 | Szwecja · Torsten Karlsson · Niklas Wetterstroem · Boris Samuelsson · Jimmy Bjoerkstrand · Niklas Hultqvist · Mikael Stahl |
| Turniej kobiet (szczegóły)   | Kanada · Nancy Morin · Nathalie Chartrand · Viviane Forest · Contessa Scott · Amy Alsop · Carrie Anton            | Hiszpania · Sara Luna · Maria Angeles Calderon · Concepcion Dueso · Concepcion Hernandez · Jessica Malagon · Begona Redal | Szwecja · Josefine Jaelmestal · Helena Gustavsson · Lena Saarensalo · Anna Nilsson · Malin Gustavsson · Sarah Winberg      |

### Tabela medalowa
| Miejsce | Państwo   | Złoto | Srebro | Brąz | Razem |
| ------- | --------- | ----- | ------ | ---- | ----- |
| 1       | Dania     | 1     | 0      | 0    | 1     |
| 1       | Kanada    | 1     | 0      | 0    | 1     |
| 3       | Hiszpania | 0     | 1      | 0    | 1     |
| 3       | Litwa     | 0     | 1      | 0    | 1     |
| 5       | Szwecja   | 0     | 0      | 2    | 2     |
|         | Razem     | 2     | 2      | 2    | 6     |